# Liste der französischen Botschafter in Mexiko
Liste der französischen Botschafter in Mexiko.

## Botschafter
| Ernennung / Akkreditierung | Name                                                 | Bemerkungen | ernannt, während der Regierung | akkreditiert, während der Regierung | Posten verlassen |
| -------------------------- | ---------------------------------------------------- | --- | ------------------------------ | ----------------------------------- | ---------------- |
| 1831                       | Jean-Baptiste Louis Gros                             | | Louis-Philippe I.              | Anastasio Bustamante                |                  |
| 13. Mai 1831               | Louis Vivien de Saint-Martin                         | | Louis-Philippe I.              | Anastasio Bustamante                |                  |
| 29. Feb. 1832              | Antoine Louis Deffaudis                              | | Louis-Philippe I.              | Melchor Múzquiz                     |                  |
| 11. Juli 1839              | Alley de Ciprey                                      | | Louis-Philippe I.              | Antonio López de Santa Anna         |                  |
| 29. Okt. 1846              | Thuriot de la Rosière                                | | Louis-Philippe I.              | Mariano Paredes y Arrillaga         |                  |
| 28. Juni 1848              | Andre Levasseur                                      | | Louis-Philippe I.              | José Joaquín de Herrera             | 1854             |
| 17. Juni 1851              | Jean Alexis de Cadoine de Gabriac                    | | Napoléon III.                  | Mariano Arista                      |                  |
| 15. März 1860              | Jean Pierre Isidore Alphonse Dubois de Saligny       | (* 1809; † 1888) | Napoléon III.                  | Miguel Miramón                      |                  |
| 12. Aug. 1863              | Charles François Montholon Sémonville                | | Napoléon III.                  | Maximilian I.                       |                  |
| 28. Feb. 1865              | Alphonse Dano                                        | | Napoléon III.                  | Maximilian I.                       |                  |
| 18. März 1869              | Ernest Burdel                                        | Konsul chargé de la garde des archives de la légation | Napoléon III.                  | Benito Juárez                       |                  |
| 5. Okt. 1880               | François Boissy d’Anglas (1846–1921)                 | (* 1846; † 1926) 1877–1880, 1880–1885, 1886–1889 Abgeordneter in der Nationalversammlung (Frankreich) für den Wahlkreis Département Ardèche 1880–1881 Gesandter in Mexiko, 1889–1890 Député de Nyons, 1903–1912 Senator der Parti républicain, radical et radical-socialiste                                               | Jules Grévy                    | Manuel del Refugio González Flores  |                  |
| 16. Okt. 1881              | Jean-Félix-Arthur-Amand de Richemont de Richardson   | (* 13. August 1839; † 1887) | Jules Grévy                    | Manuel del Refugio González Flores  |                  |
| 15. Okt. 1881              | Gustave de Coutouly                                  | | Jules Grévy                    | Manuel del Refugio González Flores  |                  |
| 8. Dez. 1885               | Gaëtan Partiot                                       | (* 17. November 1832 in Paris; † August 1899) Sohn von Adélaïde Louise Clémence Gamot und Generalkonsul in Barcelona Sohnconsul général de France à Barcelone, né à Paris le 17 novembre 1832, est fils de Jean-Baptiste-Joseph Partiot (* 27. September 1780 in Beauvais; † 1867) Direktor der École des Ponts ParisTech. | Jules Grévy                    | Porfirio Díaz                       |                  |
| 4. Mai 1889                | Olivier Claude Augustin Poullain Saint-Foix          | | Marie François Sadi Carnot     | Porfirio Díaz                       |                  |
| 2. Juni 1891               | Albert-Henri Blanchard de Farges                     | | Marie François Sadi Carnot     | Porfirio Díaz                       |                  |
| 4. Jan. 1891               | Robert Charles Guillaume Gouhier de Petiteville      | (* 3. Mai 1847; † 12. Juli 1915 auf seinem Château de Petiteville Gournay-le-Guérin) 1897 Generalkonsul in Sofia. | Marie François Sadi Carnot     | Porfirio Díaz                       |                  |
| 4. Jan. 1896               | Georges Charles Benoit                               | (* 1849) | Félix Faure                    | Porfirio Díaz                       |                  |
| 14. Nov. 1900              | Hugo Boulard-Ponqueville                             | Geschäftsträger | Émile Loubet                   | Porfirio Díaz                       |                  |
| 10. Nov. 1900              | Camille Blondel                                      | | Émile Loubet                   | Porfirio Díaz                       | 1907             |
| 1907                       | Alfred Chilhaud Dumaine                              | | Armand Fallières               | Porfirio Díaz                       | 1912             |
| 20. Dez. 1908              | Paul Lefaivre                                        | 4. April 1909 Ernennung zum außerordentlichen Gesandten und Ministre plénipotentiaire. 10. September 1910 Akkreditierung als Botschafter in Sondermission | Armand Fallières               | Porfirio Díaz                       |                  |
| 1911                       | Gaston Albert Joseph Marie Moisson de Vaux Saint Cyr | Baron de Vaux Geschäftsträger | Armand Fallières               | Francisco Madero                    |                  |
| 1913                       | François Dejean                                      | Geschäftsträger | Raymond Poincaré               | Victoriano Huerta                   | 1919             |
| 14. Aug. 1914              | Victor Ayguesparsse                                  | Geschäftsträger | Raymond Poincaré               | Venustiano Carranza                 |                  |
| 17. Feb. 1915              | Paul Lefaivre                                        | | Raymond Poincaré               | Venustiano Carranza                 |                  |
| 17. Aug. 1916              | Joseph Fernand Gaston Robert Couget                  | | Raymond Poincaré               | Venustiano Carranza                 |                  |
| 1920                       | Victor Ayguesparsse                                  | | Paul Deschanel                 | Álvaro Obregón                      |                  |
| 8. Aug. 1921               | Jules François Blondel                               | außerordentlicher Gesandter und Ministre plénipotentiaire | Alexandre Millerand            | Álvaro Obregón                      | 4. Sep. 1923     |
| 9. Mai 1922                | marquis de Chinchant                                 | ernannt, trat Amt aber nicht an | Alexandre Millerand            | Álvaro Obregón                      |                  |
| 18. Nov. 1924              | Ernesto Lagarde                                      | Geschäftsträger | Gaston Doumergue               | Plutarco Elías Calles               |                  |
| 7. März 1925               | Ernesto Lagarde                                      | Wurde zum Beauftragten in einem Schlichtungsverfahren einer französisch-mexikanischen Vereinbarung ernannt. | Gaston Doumergue               | Plutarco Elías Calles               |                  |
| 7. Juni 1928               | Félix Tellier                                        | Geschäftsträger für Jean Périer | Gaston Doumergue               | Emilio Portes Gil                   |                  |
| 7. Juli 1928               | Maurice Somoin                                       | Geschäftsträger in Abwesenheit von Félix Tellier | Gaston Doumergue               | Emilio Portes Gil                   |                  |
| 28. Nov. 1928              | Jean Périer                                          | außerordentlicher Gesandter und Ministre plénipotentiaire | Gaston Doumergue               | Emilio Portes Gil                   |                  |
| 27. Feb. 1932              | Eirik Pierre Labonne                                 | außerordentlicher Gesandter und Ministre plénipotentiaire | Paul Doumer                    | Pascual Ortiz Rubio                 |                  |
| 21. Aug. 1933              | Henri Goiran                                         | | Albert Lebrun                  | Abelardo L. Rodríguez               | 1939             |
| 6. Mai 1935                | Bernard Hardion                                      | | Albert Lebrun                  | Lázaro Cárdenas del Río             | 23. Okt. 1935    |
| 23. Okt. 1935              | Henri Goiran                                         | | Albert Lebrun                  | Abelardo L. Rodríguez               | 27. Sep. 1939    |
| 27. Sep. 1939              | Bernard Hardion                                      | | Albert Lebrun                  | Lázaro Cárdenas del Río             |                  |
| 3. Jan. 1940               | Albert Bodard                                        | | Édouard Daladier               | Lázaro Cárdenas del Río             | 26. Aug. 1940    |
| Okt. 1940                  | Gilbert Arvengas                                     | | Philippe Pétain                | Manuel Ávila Camacho                | Feb. 1943        |
| 1943                       | Maurice Garreau-Dombasle                             | | Charles de Gaulle              | Manuel Ávila Camacho                |                  |
| 1946                       | Jean Lescuyer                                        | | Félix Gouin                    | Miguel Alemán Valdés                |                  |
| 1948                       | Lucien Bonneau                                       | | Vincent Auriol                 | Miguel Alemán Valdés                |                  |
| 1955                       | Guillaume Georges-Picot                              | | René Coty                      | Adolfo Ruiz Cortines                |                  |
| 1957                       | Jean Vyau de Lagarde                                 | | René Coty                      | Adolfo Ruiz Cortines                |                  |
| 1962                       | Raymond Offroy                                       | | Charles de Gaulle              | Adolfo López Mateos                 |                  |
| 1965                       | Jacques Vimont                                       | | Charles de Gaulle              | Gustavo Díaz Ordaz                  |                  |
| 1969                       | Xavier Daufresne de La Chevalerie                    | | Alain Poher                    | Gustavo Díaz Ordaz                  |                  |
| 1973                       | Jean Beliard                                         | | Georges Pompidou               | Luis Echeverría Álvarez             |                  |
| 1977                       | Jean-René Bernard                                    | | Valéry Giscard d’Estaing       | José López Portillo                 |                  |
| 1982                       | Bernard Bochet                                       | | François Mitterrand            | Miguel de la Madrid Hurtado         |                  |
| 1986                       | Jacques Le Chartier de Sedouy                        | | François Mitterrand            | Miguel de la Madrid Hurtado         |                  |
| 1989                       | Alain Rouquié                                        | | François Mitterrand            | Carlos Salinas de Gortari           |                  |
| 1992                       | Paul Dijoud                                          | | François Mitterrand            | Carlos Salinas de Gortari           |                  |
| 1994                       | Bruno Delaye                                         | | François Mitterrand            | Ernesto Zedillo Ponce de León       |                  |
| 2000                       | Philippe Faure                                       | | Jacques Chirac                 | Vicente Fox Quesada                 |                  |
| 2004                       | Richard Duqué                                        | | Jacques Chirac                 | Vicente Fox Quesada                 |                  |
| 2005                       | Alain Le Gourrierec                                  | | Jacques Chirac                 | Vicente Fox Quesada                 |                  |
| 2008                       | Daniel Parfait                                       | | Nicolas Sarkozy                | Felipe Calderón                     |                  |
| 2012                       | Elisabeth Beton Delègue                              | | François Hollande              | Felipe Calderón                     | 2014             |